# Merry Christmas II You
Merry Christmas II You (Feliz Navidad Para Ti) es el decimotercer álbum disco de Navidad de la cantante estadounidense Mariah Carey. El álbum fue lanzado el 29 de octubre de 2010 y contiene canciones originales, además de clásicos de todos los tiempos y una nueva versión de su éxito All I Want for Christmas Is You. Además incluye un dúo con su madre Patricia Carey en la canción O Come All Ye Faithful / Hallelujah Chorus
Según Nielsen SoundScan, hasta marzo de 2013, Merry Christmas II You vendió 523 000 copias en los Estados Unidos.

## Ediciones del CD
Existen varias ediciones del CD a la venta. Cada edición incluía una canción exclusiva, todas ellas remezclas del tema «Oh Santa!».
1. Edición normal
2. Edición de iTunes
3. Edición de Amazon
4. Edición japonesa

## Sencillos
1. Oh Santa! es el sencillo principal del álbum, escrito por Jermaine Dupri, Bryan-Michael Cox y la misma Mariah Carey, la canción fue estrenada en AOL Music el 1 de octubre de 2010. Fue enviada a las radios y estuvo disponible para descarga digital a partir del 11 de octubre del mismo año.
2. Durante una entrevista con USA TODAY, Mariah Carey confirmó que grabaría un videoclip para la canción O Come All Ye Faithful. El 16 de noviembre fue estrenado el vídeo en su canal oficial de Youtube MARIAHCAREYVEVO.
3. El 14 de diciembre de 2010, se lanzó a la venta un EP con 9 remixes de Auld Lang Syne (The New Year's Anthem). El vídeo de la canción fue lanzado el día siguiente en su canal oficial de Youtube.
4. Un año después, Mariah Carey se une a John Legend para reeditar la canción When Christmas Comes, escrita por James Poyser y la misma Carey. El sencillo fue lanzado para descarga digital el 21 de noviembre, el 11 de diciembre mediante BET channel lanza el videoclip de la canción.[7]

## Lista de temas
| Merry Christmas II You (Edición normal) |        |              |               |          |  |
| N.º                                     | Título | Escritor(es) | Productor(es) | Duración |  |
| 46:58                                   |        |              |               |          |  |

| iTunes canciones extra con si se encargaba con antelación a su publicación oficial |                     |                   |          |  |
| N.º                                                                                | Título              | Escritor(es)      | Duración |  |
| 14.                                                                                | «Oh Santa!» (Remix) | Carey, Cox, Dupri | 3:53     |  |

| Amazon canciones extra exclusivas |                               |                   |          |  |
| N.º                               | Título                        | Escritor(es)      | Duración |  |
| 14.                               | «Oh Santa!» (Low Sunday Edit) | Carey, Cox, Dupri | 4:09     |  |

| Canciones extra en edición japonesa |                                  |                   |          |  |
| N.º                                 | Título                           | Escritor(es)      | Duración |  |
| 14.                                 | «Oh Santa!» (Jump Smokers Remix) | Carey, Cox, Dupri | 3:53     |  |

| Home Shopping Network DVD edición de lujo |                                                              |          |  |
| N.º                                       | Título                                                       | Duración |  |
| 1.                                        | «Behind the Scenes: The Making of Merry Christmas II You»    |          |  |
| 2.                                        | «Mariah Carey Interviews»                                    |          |  |
| 3.                                        | «Behind the Scenes: The Recording of Merry Christmas II You» |          |  |
| 30:01                                     |                                                              |          |  |

## Recibimiento comercial
El disco debutó directamente en la posición número 4 del Billboard 200, vendiendo 55.940 copias., superando a su primer álbum de Navidad que debutó en el número treinta con 45.000 copias vendidas en su primera semana en 1994.  Mientras que sus sencillos All I Want For Christmas Is You y Oh Santa! dominaron las listas de sencillos navideños (Holiday Chart) siendo n.º 1 y n.º 2 respectivamente. En su quinta semana las ventas aumentaron un 56% reingresando en el top 15 de Billboard.

## Certificaciones
El álbum obtuvo en RIAA la calificación de disco de oro el 11 de enero de 2011 siendo el trabajo de Mariah Carey número 16 que alcanza este mérito.

## Posiciones en las listas
| Lista (2010)               | Posición más alta |
| -------------------------- | ----------------- |
| Canadian Albums Chart      | 14                |
| Canadian Urban Chart       | 2                 |
| EE. UU. Billboard 200      | 4                 |
| EE. UU. R&B/Hip-Hop Albums | 1                 |
| EE. UU. Holiday Albums     | 1                 |